# Y-Trasse Hamburg/Bremen–Hannover

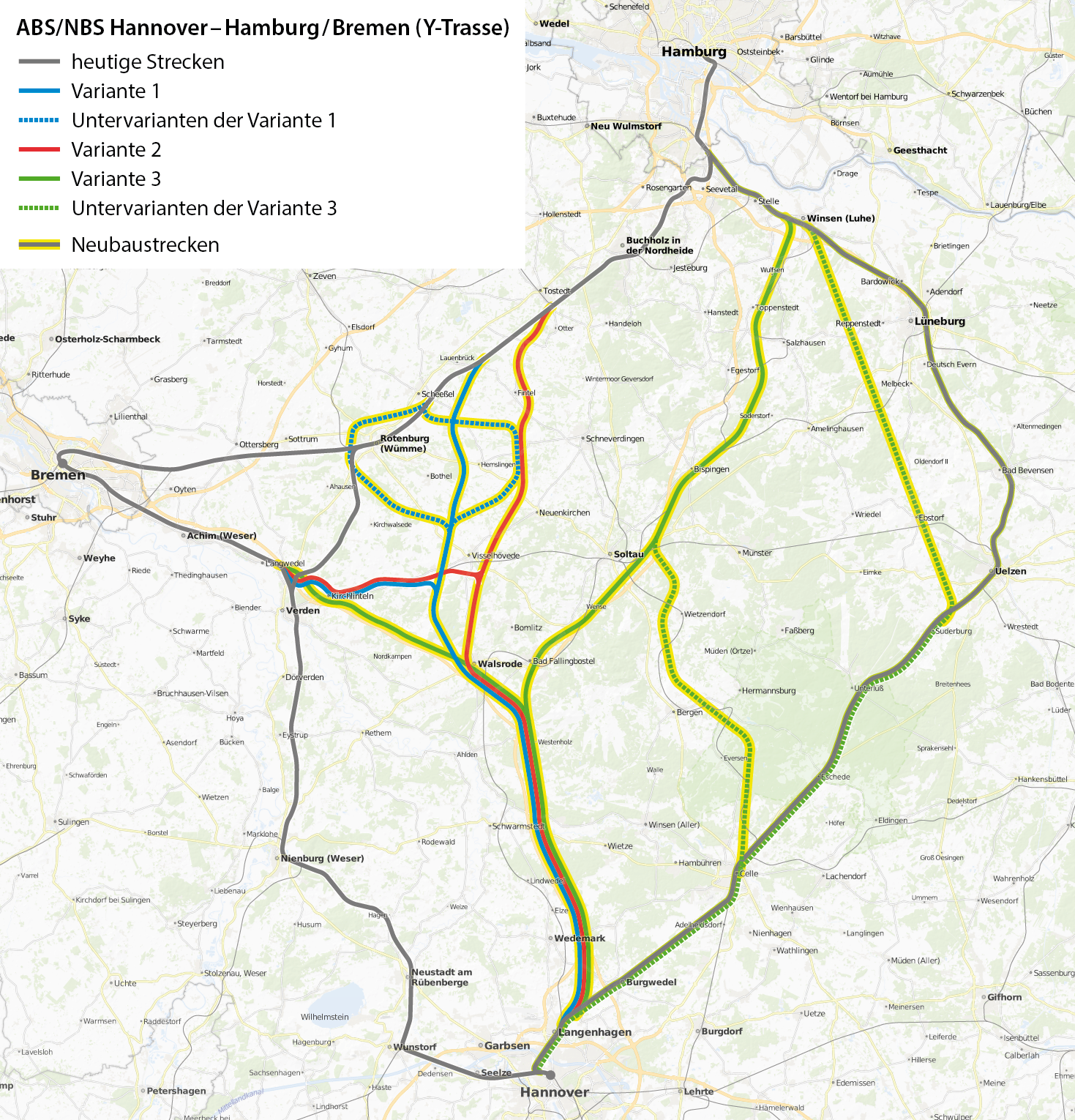
Karte der Y-Trasse sowie möglicher alternativer Streckenverläufe, die später ergänzte Anbindung nach Lehrte ist nicht dargestellt.

Die Y-Trasse Hamburg/Bremen–Hannover war ein Neubaustrecken-Projekt für den Eisenbahnverkehr von Hannover über Walsrode nach Hamburg und Bremen, das durch das Projekt Optimiertes Alpha-E + Bremen abgelöst wurde. Die Bezeichnung lehnt sich an den Y-förmigen Streckenverlauf an. Die offizielle Bezeichnung NBS/ABS Hamburg/Bremen–Hannover wurde aus der überwiegenden Neubaustrecke (NBS) zwischen Hamburg und Hannover und dem kurzen Ausbausstreckenabschnitt (ABS) für den Bremer Abzweig abgeleitet.
Das Projekt war in den Bundesverkehrswegeplänen 1992 und 2003 enthalten. 2012 wurde die Deutsche Bahn damit beauftragt, Alternativen zu dem Projekt zu untersuchen. Im Rahmen des Dialogforums Schiene Nord, bei dem Kommunen und Bürgerinitiativen beteiligt wurden, wurde die Y-Trasse mehrheitlich abgelehnt und stattdessen das Projekt Alpha-E empfohlen. Die Hansestadt Hamburg, VCD, Pro Bahn und andere Akteure halten diese aber nicht für ausreichend.
Basierend auf der Empfehlung des Dialogforums wurde für den 2016 beschlossenen Bundesverkehrswegeplan 2030 vom Bundesverkehrsministerium das Projekt Optimiertes Alpha-E + Bremen entwickelt, das zwischen Hannover und Hamburg nicht mehr zwingend einen reinen Ausbau der Bestandsstrecken vorsieht, sondern von sogenannten Ortsumfahrungen ausgeht. Im Rahmen dieses Projektes wird auch eine Neubaustrecke zwischen Hamburg und Hannover als mögliche Option geplant. 2023 wurde die Schnellfahrstrecke Hannover–Hamburg aus dem Optimierten Alpha-E + Bremen in das eigene Projekt Aus-/Neubaustrecke Hannover–Hamburg losgelöst.

## Grundzüge und Kenndaten
Die Y-Trasse (offiziell NBS/ABS Hamburg/Bremen–Hannover) sollte aus drei Teilabschnitten bestehen, die sich y-förmig zusammenfügen und an vorhandene Strecken im Raum Hamburg, Bremen und Hannover anbinden:
- Neubaustrecke (NBS) Lauenbrück – Isernhagen, 81 km, befahrbar mit 300 km/h
- Ausbaustrecke (ABS) Visselhövede – Langwedel, 27 km, befahrbar mit 160 km/h
- Neubaustrecke (NBS) Isernhagen – Lehrte, 17 km, befahrbar mit 160 km/h

Kernstück sollte die 81 km lange Neubaustrecke Lauenbrück–Isernhagen werden, die im Norden bei Lauenbrück an die „Rollbahn“ Bremen–Hamburg anschlösse und im Süden bei Isernhagen an die Strecke Hannover–Hamburg anbände. Der „Bremer Ast“ sollte ab Langwedel auf der wieder zweigleisig auszubauenden (Trasse der ehemaligen Marinebahn Berlin–Wilhelmshaven) und neu zu elektrifizierenden Bahnstrecke Uelzen–Langwedel bis zur Ortschaft Tadel westlich von Visselhövede verlaufen und über eine neue Verbindungskurve angebunden werden. Der Hauptabschnitt sollte an Walsrode vorbei überwiegend auf einer neuen Trasse durch die Lintelner Geest nach Süden führen. Beim Ortsteil Isernhagen sollte die Trasse die vorhandene Verbindung Hamburg–Hannover kreuzen und auf einem weiteren neuen Trassenabschnitt 17 km bis Lehrte führen. Diese Teilstrecke war mit der Bedarfsüberprüfung ab 2008 und der verstärkten Ausrichtung auf Güterverkehr hinzugekommen.
Das Raumordnungsverfahren wurde Anfang 2001 abgeschlossen. Im Sommer 2008 stellte die DB Netz AG den Antrag, die Gültigkeit der ursprünglich auf acht Jahre (bis März 2009) befristeten landesplanerischen Feststellung zu verlängern. Nach eigenen Angaben haben sich die wesentlichen Planungsparameter gegenüber dem Raumordnungsverfahren nicht verändert, sodass kein neues Verfahren notwendig sei. Im Februar 2009 gab das Raumordnungsministerium diesem Antrag statt. Der Raumordnungsbeschluss galt bis Ende 2016.
Das Projekt wurde 2010 im Rahmen der „Überprüfung des Bedarfsplans für die Bundesschienenwege“ beurteilt. Diese Überprüfung wird gemäß Bundesschienenwegeausbaugesetz spätestens fünf Jahre nach Verabschiedung des Bedarfsplans vorgenommen. Dabei ist die ursprüngliche Ausrichtung (allein auf den schnellen Personenverkehr gerichtet) geändert worden, um auch Nutzen für den Güterverkehr zu liefern.

## Geschichte

### Entstehung
Überlegungen für eine Neubaustrecke zwischen Hamburg und Hannover sind bereits für das Jahr 1962 dokumentiert. 1992 stellte die Deutsche Bundesbahn erste Planungen für die Linienführung einer Neu- und Ausbaustrecke zwischen Hamburg, Bremen und Hannover vor. Anlass der Planungen waren Überlegungen zur Effizienzsteigerung im Personenverkehr. Der Hauptgrund für die neue Trasse ist die hohe Belastung der bestehenden Hauptverbindung Hamburg–Lüneburg–Uelzen–Celle–Hannover/Lehrte (siehe Bahnstrecke Lehrte–Hamburg-Harburg und Bahnstrecke Hannover–Celle). Durch eine teilweise Entmischung von Hochgeschwindigkeits- und Nah‑/Güterverkehr sollten neue Kapazitäten für den Güterverkehr geschaffen und die Pünktlichkeit verbessert werden.
Laut einer Engpassanalyse des Bundesverkehrsministeriums sei insbesondere der Streckenabschnitt zwischen Lüneburg und Celle mit 140 Zügen pro Tag überlastet, zwischen Nienburg und Verden läge die Überlast bei 60 Zügen.
Das Projekt wurde in den vordringlichen Bedarf des Bundesverkehrswegeplans 1992 aufgenommen. Die geplanten Investitionskosten, zum Preisstand vom 1. Januar 1991, betrugen 2,5 Milliarden DM. Eine Anbindung des Flughafens Hannover-Langenhagen war vorgesehen, soweit sich Dritte zur Erreichung der Wirtschaftlichkeit daran beteiligen würden. Die Planungen von 1997 sahen vor, die Strecke 2008 zu eröffnen.
Die Personen- und Güterverkehrsprognose für den Bundesverkehrswegeplan 2003 ging nach Fertigstellung der Y-Trasse von etwa 260 zusätzlichen Fahrplantrassen aus, die täglich für den Güterverkehr zur Verfügung gestanden hätten. 120 Trassen wären dabei auf der Neubaustrecke geschaffen worden, 140 Trassen auf den Bestandsstrecken frei geworden.

### Raumordnungsverfahren
Anfang Juli 1999 eröffnete die Bezirksregierung Lüneburg das Raumordnungsverfahren.
In das Verfahren wurden drei Varianten eingebracht:
- Die von der Deutschen Bahn favorisierte Variante 1 war die westlichste und, mit 2,5 Milliarden DM geplanten Kosten, die wirtschaftlich günstigste der Varianten.[11]
- Die Variante 2 sollte bei Tostedt aus der Bahnstrecke Hamburg–Bremen ausfädeln und südwestlich von Walsrode in südöstlicher Richtung auf Hannover zu verlaufen.[11]
- Die Variante 3 sah eine Neubaustrecke parallel zur A 7 vor. Sie enthielt den längsten Neubaustreckenabschnitt von allen drei Varianten und sollte unter anderem das Naturschutzgebiet Lüneburger Heide durchqueren. Sie galt zu Beginn des Verfahrens als „Streichvariante“.[11] Diese so genannte „Autobahnvariante“ sollte nördlich von Hannover ab Langenhagen durchgängig an der A 7 bis in den Landkreis Harburg verlaufen, wo verschiedene Anschlüsse an bestehende Strecken zwischen Buchholz und Ashausen denkbar wären.

Am 9. Juni 1999 waren das 15 Bände umfassende Material an Gemeinden und Landkreise übergeben worden. Die Deutsche Bahn hatte zunächst geplant, das Raumordnungsverfahren Ende 1998 zu beginnen. Nachdem das mit der Umweltverträglichkeitsprüfung beauftragte Büro Insolvenz angemeldet hatte, war es zu Verzögerungen gekommen.
Die vorgesehene Frist für Stellungnahmen endete am 1. September 1999. Kritiker bemängelten, dass dieser Zeitraum die Sommerferien umfasste. Anfang Juli 1999 wurde die Frist für Stellungnahmen von Trägern öffentlicher Belange vom 30. September bis zum 15. Oktober 1999 verlängert. Letztlich gingen mehr als 16.000 Stellungnahmen von Bürgern ein, die Mehrzahl davon aus der Lüneburger Heide. Rund 180 Träger öffentlicher Belange wurden gehört.
Das Verfahren sollte zunächst im Jahr 2000 abgeschlossen werden, verzögerte sich jedoch aufgrund fehlender Pläne, die von der DB nachgereicht wurden. Zwei Trassierungsvarianten waren zu diesem Zeitpunkt noch in der Diskussion. Gegen das auf 4,15 Milliarden DM geschätzte Vorhaben lagen bei der zuständigen Bezirksregierung Lüneburg mehr als 22.000 Einwendungen vor. Das Raumordnungsverfahren wurde am 23. März 2001 abgeschlossen.
Im Rahmen des Verfahrens wurde die „Autobahnvariante“ im Raumordnungsverfahren ausgeschieden, da die neu zu bauende Strecke länger wäre und der Anschluss Richtung Bremen nicht mit vertretbaren Mitteln erreichbar schien. Die Radien der Autobahn sind für eine autobahnparallele Trassierung der Hochgeschwindigkeitsstrecke an mehreren Stellen nicht geeignet. Befürworter dieser Variante weisen jedoch darauf hin, dass nur sie eine deutliche Steigerung der Streckenkapazitäten sowie eine nennenswert kürzere Fahrzeit Hannover–Hamburg ermöglichen würde (Verkürzung um 20 bis 25 Minuten gegenüber 2006) und dass der Bremer Ast nachrangig sei.

### Weitere Planung
Am 14. Dezember 2001 kündigte der damalige DB-Chef Mehdorn an, sein Unternehmen werde die Vorplanung auch ohne finanzielle Zusagen des Bundes vorantreiben. Der Vorstand habe dafür 20 Millionen D-Mark zur Verfügung gestellt. Damit sollte auch die Aufnahme des Vorhabens in den Bundesverkehrswegeplan 2003 sichergestellt werden. Mit dem Beginn des Planfeststellungsverfahrens wurde für frühestens 2004 gerechnet.
Die Planungen waren aus finanziellen Gründen, aber auch Zweifeln an der Sinnhaftigkeit des Projektes wiederholt ins Stocken geraten.
Aufgrund fehlender Mittel wurde das Vorhaben Ende 2004 zurückgestellt.
Im Oktober 2008 nahm die Deutsche Bahn die Vorbereitung für das Planfeststellungsverfahren auf. Die Finanzierung übernehmen Bund und Land. Um den stark wachsenden Hafenhinterlandverkehr bis zur Realisierung der Strecke aufnehmen zu können, wurde eine kurzfristige Nutzung von Nebenstrecken geprüft. Um langfristig Engpässen in den Knoten von Hannover und Hamburg vorzubeugen, wurde die Realisierung von Ausbaumaßnahmen im Zuge der Y-Trasse geprüft. Anfang Dezember 2009 gab der Bund Planungsmittel in Höhe von 20 Millionen Euro frei. Zuvor hatte der Bund beschlossen, die Planungsmittel nicht freizugeben. Am 30. Dezember 2009 wurde eine Planungsvereinbarung über die Vor- und Entwurfsplanung schlussgezeichnet.

#### Investitionsrahmenplan 2010
Im Investitionsrahmenplan bis 2010 für die Verkehrsinfrastruktur des Bundes waren, zum Preisstand von 2006, Investitionen in Höhe von 1.283,9 Mio. Euro für das Projekt vorgesehen. Bis 2005 wurden davon insgesamt 3,5 Mio. Euro aufgewendet. Zwischen 2006 und 2010 sollten Bundesmittel in Höhe von 15,0 Mio. Euro investiert werden. Über diesen Zeitraum hinaus wurde ein Finanzierungsbedarf in Höhe von 1.265,5 Mio. Euro angesetzt (Bundesmittel ab 2011, Eigenmittel DB AG und Beiträge Dritter ab 2006).
Nach Angaben der Deutschen Bahn von Januar 2010 sollte die Planung „in Kürze beginnen“. Die Planfeststellungsbeschlüsse sollten für die gesamte Strecke bis 2015 vorliegen, die anschließende Bauzeit fünf Jahre betragen. Die zur Verfügung stehenden Bundesmittel für die Planung würden demnach bis 2012 ausreichen. Am 1. November 2010 erklärte sich das Land Niedersachsen bereit, zehn Millionen Euro der weiteren Planungskosten für die Neubaustrecke vorzufinanzieren. Bremen und Hamburg kündigten Mitte Dezember 2010 an, sich ebenfalls an der Vorfinanzierung der Planungskosten zu beteiligen. Der Anteil Hamburgs liegt dabei bei drei Millionen Euro.

#### Bedarfsplanüberprüfung 2010
| Projekt- und Kostenkenndaten der Ausbau- planungen ABS/NBS Hamburg/Bremen–Hannover | Projekt- und Kostenkenndaten der Ausbau- planungen ABS/NBS Hamburg/Bremen–Hannover | Projekt- und Kostenkenndaten der Ausbau- planungen ABS/NBS Hamburg/Bremen–Hannover | Projekt- und Kostenkenndaten der Ausbau- planungen ABS/NBS Hamburg/Bremen–Hannover | Projekt- und Kostenkenndaten der Ausbau- planungen ABS/NBS Hamburg/Bremen–Hannover |
| Kennzeichnung Streckenabschnitt                                                    | Länge (km)                                                                         | Entwurfs- geschwindig- keit (km/h)                                                 | Kosten- kenndaten (Mio. €/km)                                                      | errechnete Gesamt- kosten (Mio. €)                                                 |
| Y-Trasse Planfall 9                                                                |                                                                                    |                                                                                    |                                                                                    |                                                                                    |
| ---------------------------------------------------------------------------------- | ---------------------------------------------------------------------------------- | ---------------------------------------------------------------------------------- | ---------------------------------------------------------------------------------- | ---------------------------------------------------------------------------------- |
| NBS Lauenbrück–Isernhagen                                                          | 81                                                                                 | 300/250                                                                            | 30                                                                                 | 2.430                                                                              |
| ABS Visselhövede–Langwedel                                                         | 27                                                                                 | 160                                                                                | 6                                                                                  | 162                                                                                |
| NBS Isernhagen–Lehrte                                                              | 17                                                                                 | 160                                                                                | 20                                                                                 | 340                                                                                |
| Summe                                                                              | 125                                                                                |                                                                                    |                                                                                    | 2.932                                                                              |
| Y-Trasse Planfall 9b                                                               |                                                                                    |                                                                                    |                                                                                    |                                                                                    |
| NBS Lauenbrück–Isernhagen                                                          | 81                                                                                 | 250                                                                                | 20                                                                                 | 1.620                                                                              |
| ABS Visselhövede–Langwedel                                                         | 27                                                                                 | 160                                                                                | 6                                                                                  | 162                                                                                |
| NBS Isernhagen–Lehrte                                                              | 17                                                                                 | 160                                                                                | 20                                                                                 | 340                                                                                |
| Summe                                                                              | 125                                                                                |                                                                                    |                                                                                    | 2.122                                                                              |
| Alternative zur Y-Trasse Planfall 45                                               |                                                                                    |                                                                                    |                                                                                    |                                                                                    |
| ABS Lüneburg–Celle                                                                 | 87                                                                                 | 160                                                                                | 6                                                                                  | 522                                                                                |
| ABS Verden–Nienburg                                                                | 31                                                                                 | 160                                                                                | 6                                                                                  | 186                                                                                |
| ABS Nienburg–Wunstorf                                                              | 34                                                                                 | 160                                                                                | 20                                                                                 | 204                                                                                |
| Summe                                                                              | 152                                                                                |                                                                                    |                                                                                    | 912                                                                                |
| Quelle Planfall 9 u. 9b S. 9–83, Planfall 45 S. 9–103, spez. Kosten S. 6–3         |                                                                                    |                                                                                    |                                                                                    |                                                                                    |

Im Zuge der am 11. November 2010 veröffentlichten Bedarfsplanüberprüfung erwies sich die nunmehr als „Planfall 9“ bezeichnete Grundversion mit einem Nutzen-Kosten-Faktor von 0,5 als nicht wirtschaftlich und wurde damit nicht weiter verfolgt. Daneben wurde auch eine stärker auf Güterverkehr ausgerichtete Neubaustrecke („Planfall 9b“) sowie ein Ausbau der vorhandenen Strecken („Planfall 45“) untersucht. Die Ausbauvariante enthielt einen durchgehenden dreigleisigen Ausbau in den Streckenabschnitten Lüneburg – Celle, Verden (Aller) – Nienburg (Weser) sowie Nienburg (Weser) – Wunstorf im Bestandsnetz. Das Projekt wurde modifiziert, um einen Nutzen-Kosten-Faktor von mehr als 1,0 zu erreichen: Der Projektumfang wurde für den Schienengüterverkehr optimiert, unter anderem durch eine Umfahrung des Großraums Hannover für den Güterverkehr.
Weiter verfolgt wurde schließlich ein modifizierter Planfall 9b, in der der Vorrang für den schnellen Personenfernverkehr aufgegeben und ein Mischverkehr mit etwa 40 Güterzügen aus Bremen und rund 90 Güterzügen aus Hamburg unterstellt wurde. Durch die erhöhte Güterverkehrsleistung sei, auf Grundlage veralteter Kosten von 1,496 Milliarden Euro, ein Nutzen-Kosten-Verhältnis von 5,2 erreicht worden. Die Gutachter empfehlen die Untersuchung des Streckenausbaus für reinen Güterverkehr und eine anschließende Bewertung auf der Grundlage von aktuellen, belastbaren Planungsergebnissen.
Zur Senkung der Betriebskosten wurde schließlich eine Geschwindigkeit der Hochgeschwindigkeitszüge von maximal 250 km/h unterstellt. Im Ergebnis stellen die Gutachter heraus, dass die Alternative zur Y-Trasse etwa 83 % der Nachfragemehrung des Planfalls 9a (modifizierter Neubau der Y-Trasse) abwickeln kann, das sind zusätzlich rund 2,2 Mrd. Tonnenkilometer. Eine eingehende Beurteilung könne erst nach weiterer vertiefter Planung erfolgen.
Vorgesehen war nunmehr eine 92,1 km lange und für 250 km/h vorgesehene Neubaustrecke zwischen Lauenbrück und Isernhagen bei Hannover. Die Anbindung Bremens sollte über eine 22 km lange und für 160 km/h ausgelegte Ausbaustrecke erfolgen, die bei Visselhövede in die Neubaustrecke einfädeln sollte. Zudem sollte eine Zweigstrecke nach Lehrte gebaut werden, um Güterzugfahrten durch den Hauptbahnhof Hannover zu vermeiden. Nach Fertigstellung der Maßnahmen sollte die Fahrzeit zwischen Hamburg und Hannover von 69 auf 56 Minuten sinken, die von Bremen nach Hannover von 57 auf 50 Minuten. Einschließlich einer neuen Bahnstromleitung sowie drei neuer Unterwerke wurde das Projekt, dessen Vorentwurfsplanung noch lief, mit 1,496 Milliarden Euro kalkuliert.
Im Investitionsrahmenplan 2011–2015 für die Verkehrsinfrastruktur des Bundes (IRP) vom 15. März 2012 war die Y-Trasse der niedrigsten Kategorie D zugeordnet. Mit diesen Projekten kann in der Regel erst nach 2015 begonnen werden.

### Alternativen
Der niedersächsische Verkehrsminister Jörg Bode lehnte Mitte Juni 2010 die Prüfung von Alternativen an Stelle der Y-Trasse ab. Das Land setze auf die Y-Trasse, den Ausbau der Heidebahn für Güterzüge sowie die Beseitigung von Engpässen im bestehenden Netz.

#### Umweltbundesamt
Eine Studie im Auftrag des Umweltbundesamtes von August 2010 hielt das Vorhaben für nicht mehr zeitgemäß, den Verkehrsansprüchen nicht dienlich und nicht zeitnah realisierbar. Als Alternative schlägt die Studie den dreigleisigen Ausbau der Strecke Lüneburg–Uelzen sowie den zweigleisigen Ausbau der Strecken Stendal–Uelzen, Uelzen–Langwedel und Rotenburg–Verden vor. Die Kosten lägen mit geschätzten 1,5 bis 2 Milliarden Euro deutlich unter den Baukosten der Y-Trasse, die einschließlich notwendiger Ausbauten mit vier Milliarden Euro kalkuliert werden, erzielten jedoch einen höheren Nutzen. Das Niedersächsische Verkehrsministerium schätzte den Vorschlag nicht als Alternative zur Y-Trasse ein, sondern sah sie lediglich als mittelfristige Maßnahme.

#### Machbarkeitsstudie der Deutschen Bahn
Die Bundesregierung forderte die Deutsche Bahn im Januar 2012 auf, Alternativen zur Y-Trasse bis 2013 zu untersuchen. Im Juli 2012 kündigte Bahnchef Rüdiger Grube an, die Planung ergebnisoffen und in Zusammenarbeit mit Bürgerinitiativen zu gestalten. Der Bund finanziert mit 19 Millionen Euro einen Teil der Planungskosten bis zur Entwurfsplanung.
Im Rahmen der Vorplanung wurden Ende 2012 vier Trassierungsalternativen untersucht:
- Y-Trasse in bisheriger Planung
- reine Güterverkehrstrasse von Celle nach Hamburg-Harburg
- Strecke von Celle über Uelzen und Lüneburg nach Harburg, mit Stadtumfahrungen für Uelzen und Lüneburg
- Strecke von Hannover über Wunstorf, Nienburg und Verden nach Langwedel

Aufbauend auf den Varianten der Vorplanung sollten konkrete Trassenverläufe entwickelt und untersucht werden. Anstelle der Y-Trasse werden unter anderem eine reine Neubaustrecke für den Güterverkehr zwischen Celle und Harburg sowie Ausbauprojekte zwischen Hannover/Lehrte über Celle, Uelzen und Lüneburg bzw. von Hannover über Wunstorf, Nienburg, Verden und Langwedel nach Bremen geprüft. Für Uelzen und Lüneburg sind dabei Umfahrungen vorgesehen. Eine Machbarkeitsstudie sollte bis Ende März 2013 vorgestellt werden (Stand: November 2012). Die Machbarkeitsstudie lag Mitte 2013 vor und wurde zunächst unter Verschluss gehalten.
Am 13. Februar 2014 stellte die Deutsche Bahn AG im Bundesverkehrsministerium in Berlin im Rahmen eines Bund-Länder-Gespräches mehrere alternative Streckenvarianten vor: Am Folgetag wurden die folgenden Varianten der Öffentlichkeit vorgestellt:
- ursprüngliches „Y“ (klassisch)
- Variante Schienengüterverkehrs-Y (SGV-Y)
- Variante Ausbau Bestand
- Variante reduzierter Bestandsstreckenausbau
- Variante NBS Ashausen – Unterlüß
- Variante NBS Ashausen – Suderburg

sowie
- optional ergänzende Maßnahme: Ausbaustrecke Langwedel – Uelzen (Amerikalinie)

Die Öffentlichkeit sollte ab Mitte 2014 in den Planungsprozess einbezogen werden. Im Rahmen des Bundesverkehrswegeplans 2030 sollten die Varianten wirtschaftlich bewertet werden. Im Rahmen eines Dialogforums sollte schließlich eine Vorzugsvariante bestimmt werden.

#### Lühmann- bzw. Alpha-Variante
Ende 2014 wurde ein der Umweltbundesamtplanung ähnliches Konzept von der Bundestagsabgeordneten Kirsten Lühmann (SPD) vorgestellt. Der Güterverkehr von Hamburg nach Süden sollte sowohl über Lüneburg und Uelzen als auch über Rotenburg, Verden und Wunstorf geführt werden. Güterzüge zwischen Bremen und Stendal sollen über die Amerikalinie fahren. Die Maßnahmen der Alpha-Variante:
- Weiterführung des 3. Gleises über Lüneburg nach Uelzen
- Weiterführung des 2. Gleises der Amerikalinie bis Verden (Langwedel)
- Ausbau der Strecke Rotenburg – Verden auf zwei Gleise (bereits seit 2003 im Bundesverkehrswegeplan)
- Blockverdichtung auf der Strecke Nienburg – Wunstorf

#### Breimeier-Variante

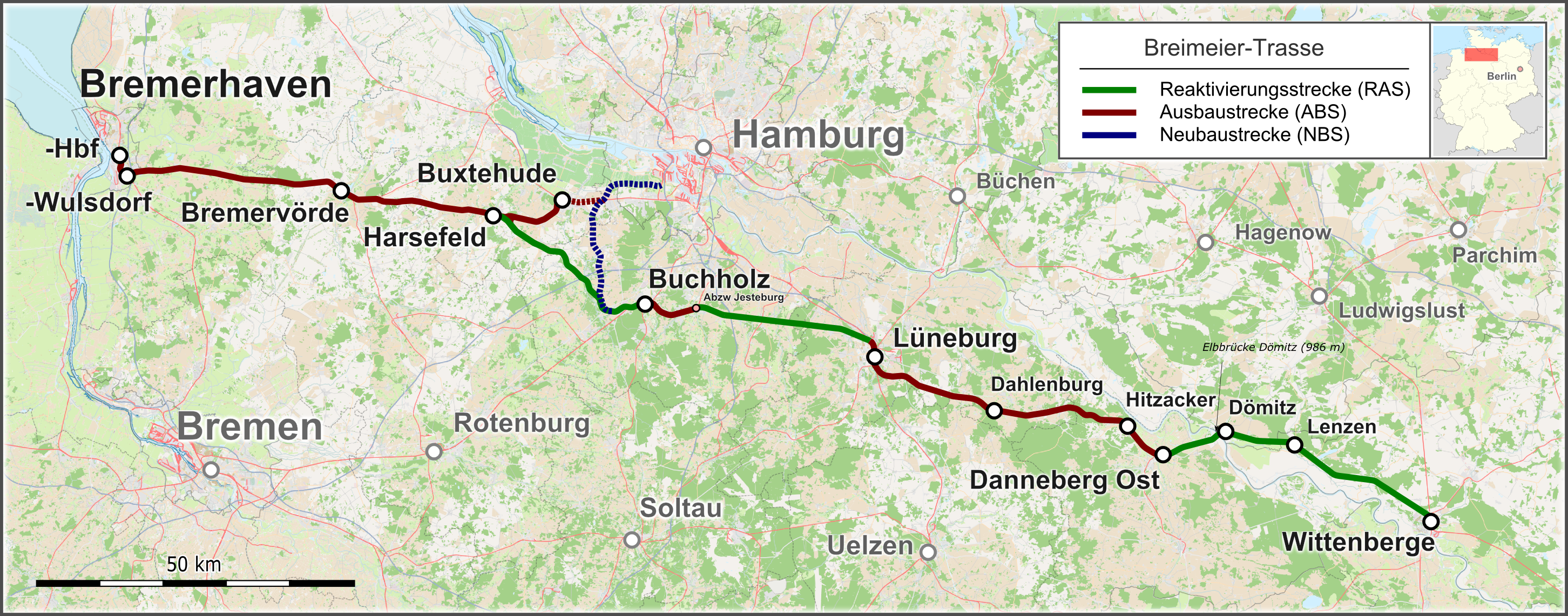
Breimeier-Trasse

Anfang Oktober 2014 präsentierte der Verkehrsclub Deutschland (VCD) einen Alternativvorschlag, der eine Umgehung des überlasteten Knotenpunktes Hamburg-Harburg ermöglichen würde. Der Hamburger Hafen soll dabei über eine Neubaustrecke in westlicher Richtung entlang eines noch zu bauenden Autobahnteilstücks der A 26 angebunden werden. Bei Neu Wulmstorf erfolgt ein Schwenk in südliche Richtung entlang des Autobahnanschlusses B 3n, später wird dem Verlauf der B 3 gefolgt, bis die Trasse bei Trelde auf einen Teil der stillgelegten Strecke Harsefeld–Buchholz trifft. Ab Buchholz soll die Bestandsstrecke bis Jesteburg (die drei- oder viergleisig ausgebaut werden soll) benutzt werden, dann über Marxen die stillgelegte Bahntrasse nach Lüneburg und weiter über die Wendlandbahn nach Wittenberge. Für entwidmete Streckenabschnitte und Ortsdurchfahrten sind Umgehungen und Troglagen vorgesehen. Im Gegensatz zu den Y-Varianten wird die Situation des Schienenpersonenverkehrs nach/von Bremen oder Hannover nicht verbessert, das Augenmerk liegt allein auf der Seehafen-Hinterlandanbindung für den Güterverkehr. Indirekt ergäben sich Verbesserungen des Schienenpersonenverkehrs nur aufgrund der geringeren Auslastung der Bestandsstrecken. Größter Nachteil ist der Umweg in Höhe von ca. 40 km zwischen Hamburg Hafen und Lüneburg im Vergleich zum direkten Weg über Hamburg-Harburg. Die Deutsche Bahn kündigte an, den Vorschlag zügig zu überprüfen. Der Vorschlag ist auch als Breimeier-Variante nach Rudolf Breimeier bekannt.

### Dialogforum Schiene Nord

Das Dialogforum verwarf sämtliche Neubau-Varianten und forderte stattdessen den Ausbau bestehender Bahnstrecken (orange). Viele Bürgerinitiativen (grüne Punkte) kamen aus der Nordheide.

Am 29. Juli 2014 unterzeichneten Land und Bahn eine Vereinbarung für einen Bürgerdialog, in dem auch Alternativen zur Y-Trasse diskutiert werden sollten. Insgesamt sollen 80 Vertreter von Umweltverbänden, Wirtschaftskammern, Bürgerinitiativen und Landkreisen beteiligt werden.
Am 13. Februar 2015 begann das Dialogforum Schiene Nord. Das unter Moderation durchgeführte Forum sollte ein Jahr in Anspruch nehmen; das Ergebnis sollte in den Bewertungsprozess für den Bundesverkehrswegeplan 2015 einfließen.
Neben den von der Deutschen Bahn entwickelten Trassenvarianten wurden drei weitere Varianten in das Verfahren aufgenommen:
- VCD-Variante – auch als Breimeier-Variante bekannt
- Alpha-Variante – reduzierter Bestandsstreckenausbau; auch als Lühmann-Variante bekannt
- OHE – die Strecke Winsen/Luhe – Soltau

Nach knapp einjähriger Beratung lehnte das Dialogforum auf seiner letzten Sitzung am 5. November 2015 sämtliche von der Deutschen Bahn vorgeschlagenen Ausbauvarianten ab und sprach sich gegen jedweden Neubau von Eisenbahntrassen aus. Mit der so genannten Alpha-Variante E wurde ein Ausbau vorhandener Strecken befürwortet. Vorgesehen sind dabei:
- ein eingleisiger Ausbau mit Elektrifizierung der „Amerika-Linie“ Langwedel–Uelzen, unter Beibehaltung einer Höchstgeschwindigkeit von 80 km/h
- die Nutzung des Streckenabschnitts Maschen – Lüneburg sowie ein dreigleisiger Ausbau von Lüneburg nach Uelzen
- ein zweigleisiger Ausbau zwischen Rotenburg und Verden
- ein geringfügiger Ausbau der Strecke Nienburg – Minden
- Blockverdichtungen zwischen Celle und Lehrte, Verden und Nienburg sowie Nienburg und Wunstorf
- die Verlängerung von Überholgleisen in Wunstorf

Einzelne Beteiligte, wie die Stadt Lüneburg, lehnten das Ergebnis ab. Von der Mehrheit der Vertreter wurde das Abschlussdokument jedoch unterzeichnet.
Vertreter des Bundesverkehrsministeriums, der niedersächsischen Landesregierung und des DB-Vorstands sagten die Realisierung der Alpha-Variante E zu. Beobachter sehen ein Leistungsdefizit von 100 Güterzügen pro Tag und daraus folgend etwa 3900 Lkw-Fahrten pro Tag mit einer Verlagerung von 16 Millionen Tonnen bzw. 7 Milliarden Tonnenkilometern pro Jahr auf die Straße.
Im Rahmen der Aufstellung des Bundesverkehrswegeplans 2030 musste auch Alpha-E auf sein Nutzen-Kosten-Verhältnis untersucht werden. Dabei wurde ein Wert von 0,6 ermittelt, womit die Variante im bisherigen Zuschnitt nicht umsetzungswürdig war. Um trotzdem das Nutzen-Kosten-Verhältnis auf einen für eine Umsetzung zwingend erforderlichen Wert von mindestens 1 anheben zu können, wurde Alpha-E um Ausbaustrecken zwischen Ashausen und Celle für 230–250 km/h (mit Ortsumfahrungen von Lüneburg, Deutsch Evern, Bad Bevensen und Uelzen), sowie zwischen Celle und Hannover-Vinnhorst für 230 km/h erweitert. Die dadurch zu erreichenden Fahrzeitverkürzungen zwischen Hannover und Hamburg von mindestens elf Minuten trugen zum Erreichen eines NKV von 1,0 bei, womit das somit Optimierte Alpha-E als Projekt des Vordringlichen Bedarfs in den Bundesverkehrswegeplan aufgenommen werden konnte.
Im Rahmen dieses Projektes wird auch eine Neubaustrecke zwischen Hamburg und Hannover als mögliche Option geplant. Auch der dritte Zielfahrplan des Deutschlandtakts sieht eine Neubaustrecke vor.

### Weitere Entwicklung

Karte des „Optimierten Alpha E plus“. Für das Teilprojekt Hamburg–Hannover werden Ausbau- und Neubauvarianten untersucht.

Mit Kabinettsbeschluss vom 2. Mai 2017 wurden für den Bau der Y-Trasse vorgesehene Flächen aus der Raumordnung gestrichen und damit wieder der Planungshoheit der Kommunen unterstellt. Im Juli 2017 wurde die ursprüngliche Y-Trasse aus dem Landesraumordnungsprogramm gestrichen.
Anfang der 2020er Jahre haben sich die Diskussionen über den Bau einer Neubaustrecke zwischen Hannover und Hamburg wieder belebt, auch im Zusammenhang mit einer Fahrtzeitverkürzung zur Einhaltung des Deutschlandtaktes.
Ende 2023 wurde diese Strecke als Aus-/Neubaustrecke Hannover–Hamburg im Bedarfsplan für die Bundesschiene des Bundesschienenwegeausbaugesetzes aus dem Projekt optimiertes Alpha-E + Bremen ausgegliedert, in welchem es vorher enthalten war.

## Kosten
Basierend auf der Planungstiefe des Raumordnungsverfahrens ging die DB Netz AG von notwendigen Investitionskosten in Höhe von 1,3 Milliarden Euro (Preisstand: 1999) aus. Ein Zeitungsbericht von März 2008 spricht von vier Milliarden Euro, auch das Umweltbundesamt hielt diese Größenordnung für realistisch.

## Kritik

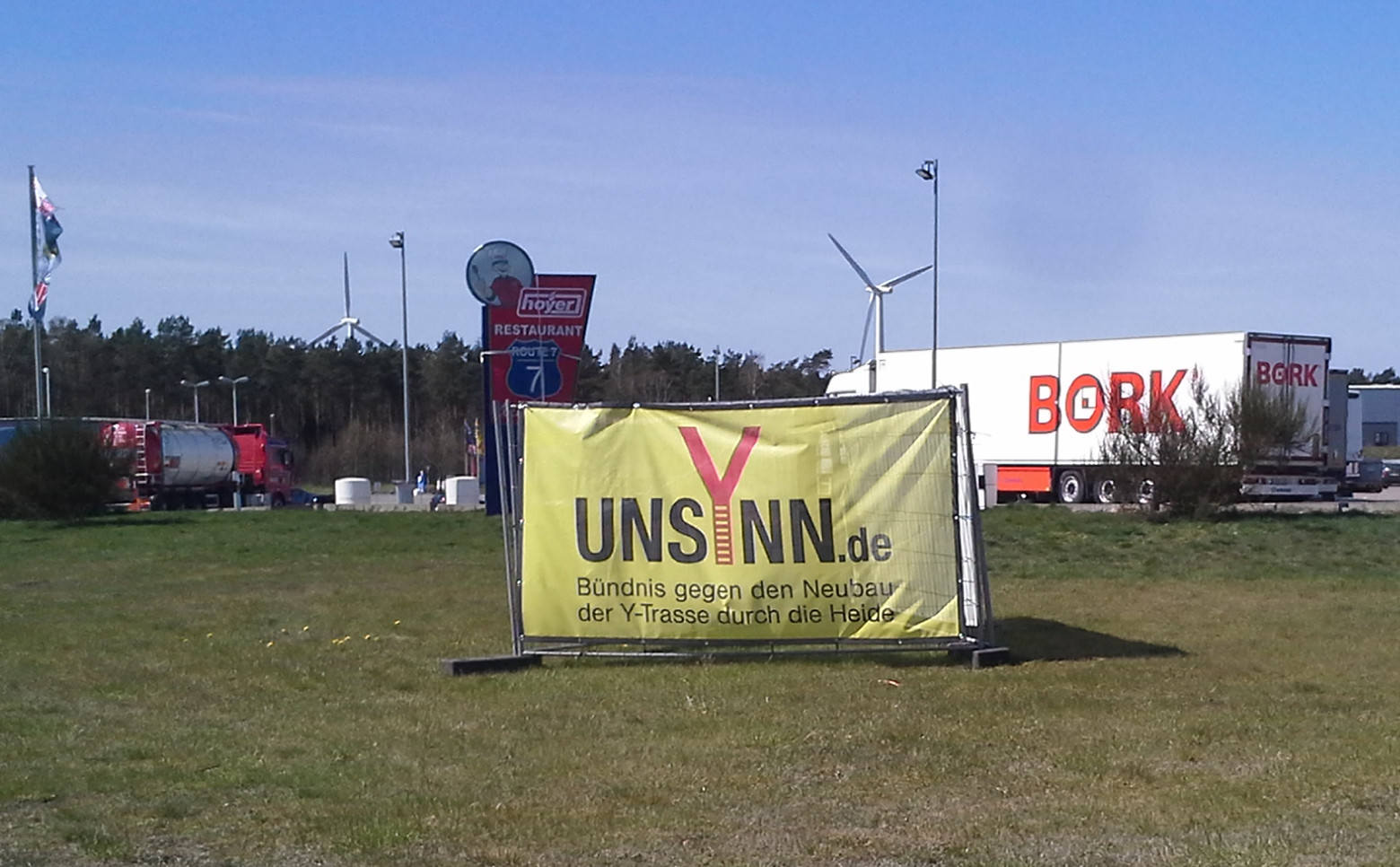
Protestplakat gegen die Y-Trasse

Der ursprünglich nicht vorgesehene Mischverkehr von Hochgeschwindigkeitszügen und Güterverkehr auf der Neubaustrecke führt zu gegenseitigen Behinderungen, in Hannover müssten die Personenzugstrecken durch den Hauptbahnhof durch Güterzüge mitbenutzt werden, da kein Anschluss an die Güterumgehungsbahn bestünde. Aus diesem Grund wurde eine Trassenänderung der Y-Trasse vorgenommen: eine Verlängerung für den Güterzugverkehr über die Verknüpfung mit der „Hasenbahn“ hinaus bis in den Raum Lehrte.
Es bestehen weiterhin starke Zweifel am wirtschaftlichen und verkehrstechnischen Nutzen der Strecke. Kritiker wie der Verkehrsclub Deutschland oder Pro Bahn wenden ein, dass sich die angestrebten zusätzlichen Kapazitäten für den Güterverkehr kurzfristiger, preisgünstiger und im Ergebnis effizienter durch einen Ausbau bestehender Strecken schaffen lassen. Das Personenverkehrsaufkommen und die Fahrzeitverkürzungen seien zu gering, um den Neubau zu rechtfertigen. Auch die Osthannoversche Eisenbahn (OHE) bemängelt, dass die Trasse zu spät komme und zu teuer sei.
Auch eine Studie von Thomas Siefer von der Universität Hannover ergab, dass die um 2007 verfolgten Planungen „nicht zu der notwendigen Kapazitätssteigerung für den Güterverkehr führen“.
Gegen den Streckenbau haben sich in nahezu allen betroffenen Gemeinden Bürgerinitiativen gebildet, die unter anderem gegen die Zerschneidung der Landschaft und mehrerer Ortschaften durch die Streckenführung, gegen den abschnittsweisen Verlauf durch bisher naturbelassenes Gelände und gegen die zu erwartende Lärmbelastung protestieren. Sie werden dabei von Umweltschutzorganisationen und Teilen der regionalen Politik unterstützt.
Das Bürgerbündnis Nordheide, ein Zusammenschluss von 15 Bürgerinitiativen, spricht sich gegen einen Neubau und für einen Ausbau der Bestandsstrecken aus. Der Verkehrsclub Deutschland spricht sich gegen einen Ausbau aus. Der NABU lehnt verschiedene Varianten der Strecke ab und fordert einen Ausbau der bestehenden Strecke.
Am 30. Oktober 2014 einigten sich die entlang der Strecke engagierten Bürgerinitiativen bei einem ersten gemeinsamen Treffen auf gemeinsame Ziele. Sie fordern eine realistische Prognose als Planungsgrundlage, einen Ausbau vor Neubau sowie eine neutrale fachliche Beratung im Zuge des Beteiligungsverfahrens.